# Délai raisonnable en droit français
En droit français, le délai raisonnable fait généralement référence à un de deux principes : le délai raisonnable de jugement d'un litige et le délai raisonnable de recours. 
Le délai raisonnable de jugement est notamment visé par l'article 6 de la Convention européenne des droits de l'homme (la CEDH), selon laquelle le jugement des affaires civiles et pénales par les juridictions doit intervenir dans un « délai raisonnable » compte tenu du nombre des parties, des textes invoqués, des preuves à apporter et de la complexité de l'affaire.
Le « délai raisonnable » de recours est une notion qui notamment en contentieux administratif, et fait référence au laps de temps pendant lequel un recours doit être déposé contre une décision. Le « délai raisonnable » peut être imposé tantôt devant la carence des normes de droit positif (tel qu'en France avec le « délai » Czabaj, dans les cas où le délai de recours n'a pas été signifié aux intéressés, faisant échec au délai règlementaire) ou en complément d'un délai fixe. 
Devant la juridiction administrative, il a été développé une notion de délai raisonnable dans le jugement d'un litige, dont le dépassement conduit à l'engagement de la responsabilité de l'État. Le fondement de cette obligation est autant la Convention européenne de sauvegarde des droits de l'homme et des libertés fondamentales précitée que celui, de droit interne, des principes généraux qui gouvernent le fonctionnement des juridictions administratives.
C'est la jurisprudence Magiera qui constitue la référence jurisprudentielle sur ce point .